# Elezioni legislative nei Paesi Bassi del 2010
Le elezioni legislative nei Paesi Bassi del 2010 si tennero il 9 giugno per il rinnovo della Tweede Kamer. In seguito all'esito elettorale, Mark Rutte, espressione del Partito Popolare per la Libertà e la Democrazia, divenne Ministro-presidente.

## Risultati
| Liste                                           | Voti      | %     | Seggi |
| ----------------------------------------------- | --------- | ----- | ----- |
| Partito Popolare per la Libertà e la Democrazia | 1 929 575 | 20,49 | 31    |
| Partito del Lavoro                              | 1 848 805 | 19,63 | 30    |
| Partito per la Libertà                          | 1 454 493 | 15,45 | 24    |
| Appello Cristiano Democratico                   | 1 281 886 | 13,61 | 21    |
| Partito Socialista                              | 924 696   | 9,82  | 15    |
| Democratici 66                                  | 654 167   | 6,95  | 10    |
| Sinistra Verde                                  | 628 096   | 6,67  | 10    |
| Unione Cristiana                                | 305 094   | 3,24  | 5     |
| Partito Politico Riformato                      | 163 581   | 1,74  | 2     |
| Partito per gli Animali                         | 122 317   | 1,30  | 2     |
| Orgoglio dei Paesi Bassi                        | 52 937    | 0,56  | –     |
| Partito per gli Uomini e lo Spirito             | 26 196    | 0,28  | –     |
| Partito Pirata                                  | 10 471    | 0,11  | –     |
| Altri <0,10%                                    | 13 687    | 0,15  | –     |
| Totale                                          | 9 416 001 | 100   | 150   |